# Olf
Az olf a szagkibocsátás erősségének mérésére használt mértékegység. Bevezetése a dán származású professzor P. Ole Fanger nevéhez fűződik, az „olf” szó a latin eredetű olfactus szóból ered, jelentése: „szaglás”.
Egy olf erősségű szag egyenlő, egy átlagos felnőtt személy szagkibocsátásával, aki irodai vagy más egyéb nem fizikai ülő munkát végez megfelelő munkahelyi hőmérséklet mellett, szabványnak megfelelő higiéniai átlaggal és 1,8 m² bőrfelülettel rendelkezik, és heti 5 napon fürdik. Ez határozza meg az ember számára érzékelhető szagforrás kibocsátásának erősségét.

## Példák szagkibocsátásra
| Személy/ tárgy   | Szagkibocsátás |
| ---------------- | -------------- |
| Ülő személy      | 1 olf          |
| Erős dohányos    | 25 olf         |
| Sportoló         | 30 olf         |
| Márvány          | 0,01 olf/m²    |
| Linóleum         | 0,2 olf/m²     |
| Műszálas szőnyeg | 0,4 olf/m²     |
| Gumi tömítés     | 0,6 olf/m²     |